# Śriwasa Thakura
Śriwasa Thakura (żył na przełomie XV w. i XVI w.) – święty w gaudija wisznuizmie, jeden z Pięciu Aspektów Boga (Panća Tattwa), uznawany za awatarę mędrca Narady, jeden z głównych propagatorów sankirtanu i bhaktijogi. Opisywany jako przykład doskonałego wielbiciela Kryszny.

## Życiorys
Urodził się w rodzinie bramińskiej w Majapurze (replika jego domu rodzinnego znajduje się tam do dziś). Aż do wieku 10 lat był okrutny, bezbożny i dumny. Wówczas boski głos powiedział, że został mu tylko rok życia. Odtąd Śriwasa postanowił resztę życia poświęcić Krysznie. Za rok rzeczywiście umarł, jednak Bóg postanowił wcielić w jego ciało duszę mędrca Narady i Śriwasa zmartwychwstał, aby pomagać inkarnacji Kryszny w osobie Ćajtanji Mahaprabhu podczas jego misji na Ziemi.
Śriwasa jest przykładem wielbiciela Boga, który pogodził założenie rodziny z misją duchową (jego żoną była Malini). Jemu pierwszemu Ćajtanja objawił swoją boską naturę, dlatego Śriwasę określa się jako pierwszego wielbiciela (adi-bhakta) Ćajtanji-Gaurangi. Rodzina Śriwasy przyjaźniła się z rodzicami Ćajtanji, a Malini pomagała przy jego urodzeniu. W młodości Ćajtanja organizował pierwsze sankirtany na podwórzu domu Śriwasy. Wychwalał także Śriwasę jako swojego „ojca duchowego”. Śriwasa jest uznawany za założyciela „linii czystych wielbicieli Najwyższej Osoby Boga”.